# Nerepis River
Nerepis River är ett vattendrag i Kanada.   Det ligger i provinsen New Brunswick, i den sydöstra delen av landet, 700 km öster om huvudstaden Ottawa.
I omgivningarna runt Nerepis River växer i huvudsak blandskog. Runt Nerepis River är det mycket glesbefolkat, med 6 invånare per kvadratkilometer.